# Hugo Capet, kralj Francuske
Hugo Capet (franc.: Hugues Capet) (Pariz, 938. – Pariz, 24. listopada 996.) bio je francuski kralj 21. svibnja 987. – 24. listopada 996., utemeljitelj francuske kraljevske dinastije Capet (prezime Capet od čega potječe ime dinastije u stvarnosti je nadimak koji označava nošenje plašta).

## Životopis
Rođen je 938. u Parizu, u utjecajnoj obitelji čija su dva člana već bili francuski kraljevi u 9. i 10. stoljeću. Roditelji su mu bili Hugo Veliki, tada najmoćniji čovjek u kraljevstvu, i Hedviga od Saske, kći njemačkog kralja Henrika I. i sestra supruge francuskog kralja Luja IV. Naslijedivši posjede svog oca, još je za vladavine karolinških kraljeva Lotara i Luja V. imao izniman utjecaj u kraljevstvu.
Hugo Capet je bio posljednji od takozvanih robertijanskih kraljeva koji su prvo samo prekinuli, a potom likvidirali karolinšku dinastiju. Ime ove uzurpatorske dinastije dolazi od kralja pobunjenika Roberta I. koji je bio djed Huga Capeta.
Njegov otac Hugo Veliki je dobio u ime mira s kraljem Lotarom Burgundiju i Akvitaniju što ga je učinilo daleko najmoćnijom osobom u Francuskoj.
Taj položaj drugog do kralja ovoj moćnoj dinastiji nije bio dovoljan. Prvo je 986. ubijen kralj Lotar, potom je otrovan sljedeću godinu kralj Luj V. Nakon tih ubojstava Hugo se dao uz pomoć Adalberta, nadbiskupa Reimsa, proglasiti kraljem bez obzira na potpuno normalne i legalne zahtjeve Lotarovog brata Karla.  
Plemićka skupština ga je 987. izabrala za kralja Francuske. Okrunjen je 3. srpnja 987., utemeljivši tako dinastiju koja će vladati Francuskom sve do kraja monarhije. Cijena podrške plemića za ovu krunidbu je bila njihova potpuna neovisnost u svemu osim tituli.
Hugo Capet je imao manje posjede u blizini Chartresa i Anjoua. Između Pariza i Orléansa njegovi su posjedi iznosili oko 1,000 km². Izvan ovih posjeda nije imao nikakvog autoriteta, i ako bi putovao dalje, riskirao je otmicu, ili čak ubojstvo. Izvan područja njegove vlasti bilo je toliko zakona koliko i posjeda, 150 valuta, i najmanje 12 različitih jezika. Ujediniti sve ovo u povezanu zajednicu bila je teška zadaća te se javljao trajni sukob između francuskih kraljeva i feudalnih gospodara. Hugova je vladavina obilježena brojnim sukobima s vazalima uz granice Seine i Loire.
Kraljevski položaj ovog uzurpatora je bio daleko od sigurnog do trenutka kada su se nalazili u životu stric i djeca posljednjeg legalnog kralja tako da se tada krenulo na njihovu likvidaciju. Lotarov brat Karlo je zatvoren i pogubljen četiri godine nakon krunidbe Huga. Od petoro njegove muške djece četvoro su umrli u nerazjašnjenim okolnostima, dok posljednje preživjelo dijete je bilo osuđeno na život pod uvjetom da nema svoje djece.
Zbog tih višekratno ponovljenih zločina kraljoubojstva niti jedan budući kralj iz njegove vlastite ili bilo koje druge francuske dinastije se nije zvao njegovim imenom.

### Brak
Hugo je oženio Adelaide od Akvitanije. Djeca su im bila:
1. Robert II., kralj Francuske
2. Gizela Francuska, grofica Ponthieua
3. Hedviga Francuska, grofica Monsa

### Smrt
Umro je u Parizu, gdje je i pokopan u bazilici Saint-Denis.
| Prethodnik: | Kralj Francuske | Nasljednik: |
| Luj V.      | Kralj Francuske | Robert II.  |